# Двінська губа
Дві́нська губа́ (рос. Двинская губа) — одна з чотирьох найбільших заток Білого моря (разом з Онезькою губою, Кандалакшською затокою і Мезенською губою).
Адміністративно Двінська губа розташована в Архангельській області Росії.
Довжина затоки — 93 км, ширина (біля входу) — 130 км. Глибина сягає 120 м.
У Двінську губу впадає річка Північна Двіна.
На Двінській губі розташовані міста Архангельськ і Сєверодвінськ.
| Росія | Це незавершена стаття з географії Росії. Ви можете допомогти проєкту, виправивши або дописавши її. |